# Apanteles belippicola
Apanteles belippicola är en stekelart som beskrevs av Liu och You 1988. Apanteles belippicola ingår i släktet Apanteles och familjen bracksteklar. Inga underarter finns listade i Catalogue of Life.